# Evansolidia fistuca
Evansolidia fistuca är en insektsart som beskrevs av Nielson 1996. Evansolidia fistuca ingår i släktet Evansolidia och familjen dvärgstritar. Inga underarter finns listade i Catalogue of Life.